# Charles W. Nash
Charles Warren Nash, född 28 januari 1864 i Cortland, Illinois, död 6 juni 1948 i  Beverly Hills, Kalifornien, var en amerikansk entreprenör och företagsledare inom bilindustrin. 
Charles Nash växte upp på landsbygden i Illinois. Som föräldralös fick han börja arbeta vid sex års ålder. 1890 flyttade han till Flint, Michigan och fick anställning hos vagntillverkaren Durant-Dort Carriage Company. William C. Durant upptäckte hans kapacitet och när Durant tog över Buick följde Nash med.1908 hade han avancerat till VD, samma år som Durant bildade General Motors. Två år senare tvingades Durant bort från GM av sina finansiärer och Nash tog över ledningen. 1916 hade Durant återtagit kontrollen över GM och en av hans första åtgärder blev att sparka Nash.
Nash bestämde sig för att aldrig mer arbeta för någon annan. Han köpte Thomas B Jeffrey Co och döpte om företaget till Nash Motor Co. Nash ledde företaget fram till 1937 då han pensionerade sig och lämnade över ledningen till George W. Mason från Kelvinator.
Nash innehade även ledande poster inom bankvärlden.